# Die Gesandten
Die Gesandten ist ein bekanntes Gemälde von Hans Holbein dem Jüngeren, entstanden im Frühjahr 1533 in London. Originalformat 206 cm × 209 cm. Es hängt im Raum vier der National Gallery in London.

## Analyse
Im Jahre 1900 identifizierte Mary Hervey die Porträtierten als die Diplomaten Jean de Dinteville (links), im Jahr 1533 französischer Gesandter am Hof Heinrichs VIII. von England, und Georges de Selve (rechts), der bereits im Alter von siebzehn Jahren Bischof von Lavaur geworden war, ebenfalls im Jahr 1533 französischer Gesandter am Hof Heinrichs VIII. von England. Das Bild hatte vorher der Kunstgeschichte lange Zeit inhaltliche Rätsel aufgegeben, die erst mit der Identifizierung der Dargestellten gelöst werden konnten.
Der historische Titel Die Gesandten weist darauf, dass beide 1533 eine politische Mission hatten. Möglicherweise waren die Dargestellten auch Freunde und wollten ihrer Freundschaft mit diesem Doppelbildnis ein Andenken stiften. Wer das Bild in Auftrag gegeben hat, ist allerdings unbekannt.
Das Doppelporträt selbst ist eine der herausragenden Arbeiten Holbeins im an künstlerischen Höhepunkten nicht armen Leben des Malers. Wie auch in anderen Porträts Holbeins steht die detailgetreue Wiedergabe von Personen und Attributen wie Bekleidung und Ausstattung im Vordergrund. Das zwischen den beiden Dargestellten befindliche Regal mit zwei Etagen führt Gegenstände und Themen an, für die sich de Dinteville und de Selves gleichermaßen interessiert haben werden: astronomische und mathematische Messinstrumente (oben) sowie theologische (Gesangbuch), geographische und musikalische Attribute. Insofern werden die Dargestellten, wenn nicht als Humanisten, so doch mindestens als Liebhaber der Wissenschaften gekennzeichnet und werden somit zu Repräsentanten einer hochgestellten Bildungsschicht. Darüber hinaus beansprucht die Malerei kraft ihres realistischen Darstellungspotenzials einen Platz im Kanon der klassischen Wissenschaften, der septem artes liberales.
Zu den verstörenden und ungeklärten Details innerhalb des Bildes müssen das matt silbrig glänzende Kruzifix links oben sowie der zum Anamorph verzerrte Totenschädel gezählt werden. Der Totenschädel lässt sich nur aus extremer Nahsicht von links unten nach rechts oben erkennen. Wahrscheinlich ist er einer Vanitas-Symbolik zuzuschreiben, um zugleich jedoch als Augentäuschung die malerischen Fähigkeiten zu unterstreichen. Das Kruzifix hingegen verweist in Zeiten der Religionskonflikte auf den heilsgeschichtlichen Kern der christlichen Botschaft und mag angesichts der wissenschaftlichen Attribute zur Einheit des Christentums mahnen. Auffällig ist auch, dass ein katholischer Bischof sich mit einem Gesangbuch mit Lutherliedern abbilden ließ.
In seinem 2002 erschienenen Buch The Ambassadors’ Secret erklärt der in Groningen lehrende Wissenschaftshistoriker John David North aufgrund einer genauen Untersuchung der Globen und der beiden Sonnenuhren, des Quadranten und des Torquetums, dass all diese Instrumente gemeinsam den Ort und die Zeit der im Gemälde dargestellten Szene bezeichnen, nämlich den 11. April 1533, zwischen drei und vier Uhr nachmittags in London. 1533 fiel der Karfreitag auf den 11. April, und Christus starb nach der Bibel nachmittags um drei Uhr am Kreuz (wobei sein Alter meist auf etwa 33 Jahre geschätzt wird). Im Bild taucht an mehreren Stellen immer wieder ein Winkel von 27° auf, so u. a. im aufgeschlagenen Gesangbuch, im Arithmetikbuch, in der polyedrischen Sonnenuhr und im Torquetum. Der Totenschädel ist im Winkel von 27° zur unteren Kante des Bildes gestreckt. 27 ist die dritte Potenz von 3, der Zahl der heiligen Dreifaltigkeit, 33= 3 × 3 × 3 = 27. Der Sonnenstand in der ersten Todesstunde Christi um vier Uhr nachmittags betrug 27°. Die These wirkt jedoch nicht an allen Stellen schlüssig, zumal der Autor als Nicht-Kunsthistoriker nicht alle Details korrekt einordnet. Jedoch demonstriert die These die Relevanz von mehreren Deutungen, die auf verschiedenen Ebenen Interpretationen liefern; eine allgemeingültige Interpretation hat sich in der Wissenschaft bislang noch nicht durchsetzen können.
Literarisch wird das Gemälde aufgegriffen in der Story Carl Thorbergs Weihnachten von Ferdinand von Schirach, in der der Totenkopf zum tatauslösenden inneren Bild des Täters wird.

## Details

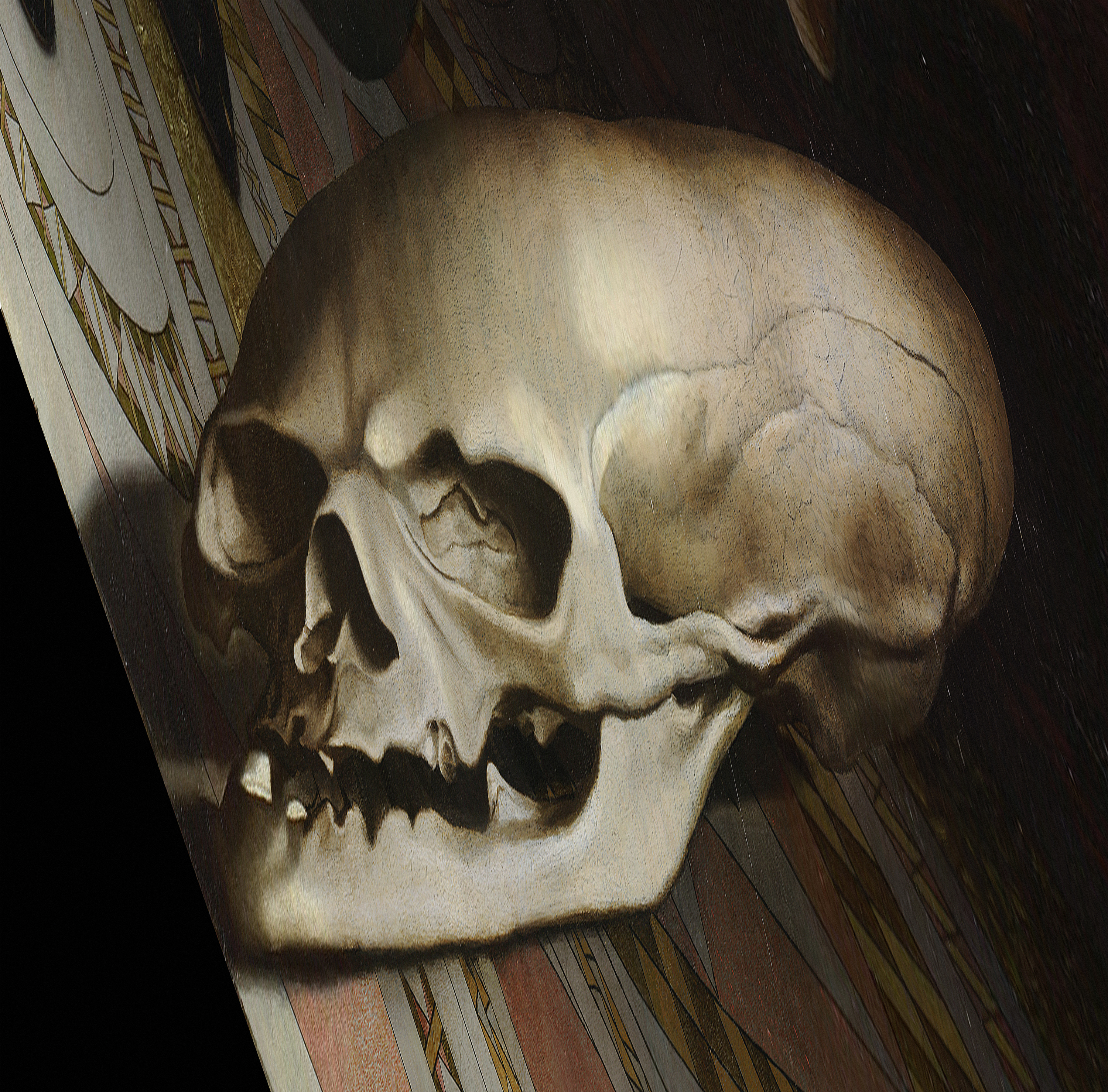
Entzerrte Detailaufnahme des Schädels im Bildvordergrund

Die Anamorphose des schräg im Bildvordergrund stark verzerrt dargestellten Totenschädels löst sich dann zu einer normalen Ansicht auf, wenn man von der Horizontalen in einem Winkel von 27° vom rechten Bildrand her auf das Bild des Schädels herabschaut.
Bei einem Blick von diesem Punkt aus im Winkel von 27° nach oben kreuzt eine vom Auge ausgehende gedachte Linie erst die astronomischen Instrumente, dann das linke Auge Dintevilles und schließlich das hinter einem grünen Vorhang fast verborgene Kruzifix am linken oberen Bildrand. Die Anamorphose kann somit, nach North, als Anweisung an den Betrachter verstanden werden.
Beim „Arithmetikbuch“ handelt es sich um das 400-seitige Buch Eyn newe unnd wolgegründte Underweysung aller Kauffmanss Rechnung in dreyen Büchern : mit schönen Regeln un vragstucken begriffen (kurz „Die Kaufmannsrechnung“) von Peter Apian, gedruckt 1527 in Ingolstadt.
Das aufgeschlagene Gesangbuch ist das Tenor-Stimmbuch der zweiten Ausgabe (Worms 1525) von Johann Walters Eyn geystlich Gesangk Buchleyn mit den Luther-Liedern „Kom heiliger geyst“ und „Mensch wiltu leben seliglich“.